# Нандор Глид
Нандор Глид (Суботица, 12. децембар 1924 — Београд, 31. март 1997) био је југословенски и српски вајар.

## Биографија
Рођен је 12. децембра 1924. године у Суботици, у јеврејској породици. Током Другог светског рата изгубио је готово све чланове своје породице у немачким логорима. Спасио се придруживши се Народноослободилачком покрету. Током рата је неколико пута био рањен.
Након завршетка рата, 1945. године уписао се у школу за примењену уметност. Током школовања добио је прву награду за портрет „Студент“ на Југословенском нивоу. Године 1948. уписао је Академију примењених уметности у Београду, а 1950. освојио прву награду за скулптуру. Године 1951. дипломирао је у класи професора Радета Станковића и Марина Студина. Учествовао је 1957. на изложби савремене српске скулптуре, Галерија УЛУС-а, Београд.
Један је од десет уметника који су излагали на првом Октобарском салону 1960 године.
Од краја 1950-их до краја 1960-их аутор је споменика у иностранству, а после тога су његова споменичка остварења постављана широм Југославије. Био је професор Факултета примењених уметности и дизајна, а од 1985. до 1989. године ректор Универзитета уметности у Београду.
Године 1997. након његове смрти у Солуну је постављено његово дело „Менора у пламену 2“. Нандор Глид је био даровит уметник и за цртеж и графику.

## Стваралаштво
Аутор је многих споменика, од којих су неки:
- споменик страдалим Југословенима у логору Маутхаузену, Маутхаузен 1958.
- споменик страдалима у логору Дахау, Дахау 1968.
- споменик „Сто за једног“, Крагујевац 1980.
- Споменик „Менора у пламену”, Београд 1990.